# Claro de luna (revista de Ibero Mundial)
Claro de Luna fue una colección de cuadernos de historietas publicada en España entre 1959 y 1972 por Ibero Mundial de Ediciones, alcanzando un total de 620 números. Adscrita a la tendencia del «tebeo sentimental-próximo», que había inaugurado un año antes Rosas Blancas de Editorial Toray, se distinguía por presentar en cada número una adaptación a historieta de la letra de una canción pop, al igual que Romántica, también de Ibero Mundial.

## Trayectoria
Tanto Claro de Luna como Romántica surgieron poco después de la democratización del LP en la sociedad española y presentaban una visión idealizada de la vida burguesa para consumo de las clases populares.
Claro de Luna fue la que tuvo más éxito de toda la nueva línea de tebeos sentimentales iniciada con Rosas Blancas, destacando por la calidad del trabajo de sus dibujantes, aunque los guiones no solían estar a su altura. Entre sus artistas se encontraron Carmen Barbará, Antonio Correa, Falguera, Gesali, Francisco Masip, Mery, Mora, Pérez Fajardo, Violeta y sobre todo Gómez Esteban, con un renovador estilo.

## Números
| Número | Fecha | Título                     | Guionista       | Dibujante            | Cantante          |
| ------ | ----- | -------------------------- | --------------- | -------------------- | ----------------- |
| 1      | 1959  | Chao, chao, bambina        | Josefa Inés Mir | Mery                 | Domenico Modugno  |
| 2      | 1959  | Patricia                   | Josefa Inés Mir | Jordi Macabich       | Hermanas Serrano  |
| 3      | 1959  | Gondolier                  | Josefa Inés Mir | Mery                 | Marino Marini     |
| 4      | 1959  | Boquita de rosa            | Josefa Inés Mir | Mery                 | José Guardiola    |
| 5      | 1959  | Las chicas de la Cruz Roja | Josefa Inés Mir | Violeta              | Ana María Parra   |
| 6      | 1959  | La Adelita                 | Luz L. Graña    | Mery                 | Nat King Cole     |
| 93     | 1961  | La plaga                   |                 | Carrillo             | Carlitos Romano   |
| 95     |       | O sole mio                 |                 | Carrillo             | Elvis Presley     |
| 174    |       | Caterina                   | Silvia Duarte   | Carmen Barbará       | Tony Dallara      |
| 236    |       | Nunca me acostumbraré      | Silvia Duarte   | Miguel Gómez Esteban | Juan Pedro Somoza |